# Pisică sălbatică
Pisicile sălbatice constituie un complex de specii⁠(en)[traduceți] care cuprinde două specii de felide sălbatice mici: pisica sălbatică europeană (Felis silvestris) și pisica sălbatică africană (F. lybica). Pisica sălbatică europeană populează păduri din Europa, Anatolia și Caucaz, pe când pisica sălbatică africană populează landșafturi și stepe semiaride din Africa, Peninsula Arabică și Asia Centrală până în vestul Indiei și vestul Chinei.
Speciile de pisică sălbatică diferă în modelul blănii, coadă și mărime: pisica sălbatică europeană are blană lungă și o coadă stufoasă cu un vârf rotunjit; mai mica pisică sălbatică africană este dungată mai vag, are o blană scurtă nisipie-cenușie și o coadă care se îngustează dinspre bază; F. lybica ornata este pestriță.
Pisica sălbatică și ceilalți membrii ai familiei pisicii au avut un strămoș comun⁠(en)[traduceți] acum în jur de 10–15 milioane de ani. Pisica sălbatică europeană a evoluat în timpul Etapei Cromerian⁠(en)[traduceți] acum în jur de 866.000 până la 478.000 de ani; strămoșul său direct a fost Felis lunensis⁠(en)[traduceți]. Descendențele silvestris și lybica s-au despărțit probabil acum în jur de 173.000 de ani.
Pisica sălbatică este categorisită drept specie neamenințată cu dispariția pe Lista roșie a IUCN din 2002 încoace, căci este răspândită la nivel larg într-o populație globală stabilă ce depășește 20.000 de indivizi maturi. Unele populații locale sunt amenințate de hibridarea prin introgresiune⁠(en)[traduceți] cu pisica domestică (F. catus), de boli contagioase, accidente rutiere și persecutare.
Asocierea dintre pisicile sălbatice africane și oameni pare să se fi dezvoltat laolaltă cu întemeierea de așezărilor în timpul revoluției neolitice, când rozătoarele din grânarele fermierilor timpurii atrăgeau pisicile sălbatice. Această asociere a dus în cele din urmă la îmblânzirea⁠(en)[traduceți] și domesticirea pisicii sălbatice: pisica domestică este descendenta directă a pisicii sălbatice africane. A fost una dintre pisicile venerate în Egiptul antic⁠(en)[traduceți]. Pisica sălbatică europeană a fost subiectul mitologiei și literaturii.

## Taxonomie
Felis (catus) silvestris era denumirea științifică folosită în 1777 de Johann von Schreber⁠(en)[traduceți] atunci când acesta a descris pisica sălbatică europeană pe baza descrierilor și denumirilor propuse de naturaliști anteriori precum Mathurin Jacques Brisson⁠(en)[traduceți], Ulisse Aldrovandi și Conrad Gessner.
Felis lybica a fost denumirea propusă în 1780 de Georg Forster, care a descris o pisică sălbatică africană din Gafsa de pe Coasta Berberă⁠(en)[traduceți].
În deceniile ulterioare, mai mulți naturaliști și exploratori au descris 40 de specimene⁠(en)[traduceți] de pisici sălbatice colectate în țări europene, africane și asiatice cuprinse în areal. În anii 1940, taxonomistul Reginald Innes Pocock⁠(en)[traduceți] a revizuit colecția de piei și cranii de pisici sălbatice din Muzeul de Istorie Naturală din Londra și a desemnat șapte subspecii de F. silvestris din Europa până în Asia Mică și 25 de subspecii de F. lybica din Africa și Asia de Vest și Centrală. Pocock a diferențiat:
- Subspeciile pisicii sălbatice de pădure (grupul silvestris)
- Subspeciile pisicii sălbatice de stepă (grupul ornata-caudata): se deosebește de pisica sălbatică de pădure prin faptul că este mai mică, cu culoarea comparativ mai deschisă a blănii și cozi mai lungi și cu vârf mai ascuțit.[15] Se presupune că pisica domestică a derivat din acest grup.[16][8][7]
- Subspeciile pisicii sălbatice de tufiș (grupul ornata-lybica): se deosebește de pisica sălbatică de stepă prin blană mai palidă, cu modele bine dezvoltate de puncte și benzi.[15]

În 2005 erau recunoscute 22 de subspecii de către autorii lucrării Mammal Species of the World, care au alocat subspecii în mare parte în linie cu evaluarea lui Pocock.
În 2017, Cat Classification Task Force („Grupul Operativ de Clasificare a Felidelor”) a revizuit taxonomia familiei Felidae și a recunoscut următorii drept taxoni valizi⁠(en)[traduceți]:
| Specie și subspecie | Caracteristici | Imagine |
| --- | --- | ------- |
| Pisică sălbatică europeană (F. silvestris) Schreber, 1777; sin. F. s. ferus Erxleben, 1777; obscura Desmarest, 1820; hybrida Fischer, 1829; ferox Martorelli, 1896; morea Trouessart, 1904; grampia Miller, 1907; tartessia Miller, 1907; molisana Altobello, 1921; reyi Lavauden, 1929; jordansi Schwarz, 1930; euxina Pocock, 1943; cretensis Haltenorth, 1953 | Această specie și subspecia nominată au blană cenușie închis cu dungi transversale deslușite pe laterale și o coadă stufoasă cu un vârf negru rotunjit.                                                                                    |         |
| F. s. caucasica Satunin, 1905; sin. trapezia Blackler, 1916 | Această subspecie este cenușie deschis cu modele bine dezvoltate pe cap și spate și benzi și puncte transversale pe laterale. Coada are trei inele transversale negre deslușite.                                                           |         |
| Pisică sălbatică africană (F. lybica) Forster, 1780; sin. F. l. ocreata Gmelin, 1791; nubiensis Kerr, 1792; maniculata Temminck, 1824; mellandi Schwann, 1904; rubida Schwann, 1904; ugandae Schwann, 1904; mauritana Cabrera, 1906; nandae Heller, 1913; taitae Heller, 1913; nesterovi Birula, 1916; iraki Cheesman, 1921; hausa Thomas and Hinton, 1921; griselda Thomas, 1926; brockmani Pocock, 1944; foxi Pocock, 1944; pyrrhus Pocock, 1944; gordoni Harrison, 1968 | Această specie și subspecia nominată au blană palidă, de nuanță bubalină sau cenușie-deschisă, cu o tentă de roșu pe banda dorsală; lungimea cozii sale țuguiate este de în jur de două treimi din mărimea capului plus cea a trunchiului. |         |
| F. l. cafra Desmarest, 1822; sin. F. l. xanthella Thomas, 1926; small | Această subspecie nu diferă semnificativ în culoare și model de cea nominată. Specimenele zoologice disponibile pur și simplu au cranii ceva mai lungi decât cele mai departe către nord din Africa.                                       |         |
| F. l. ornata Gray, 1830; sin. syriaca Tristram, 1867; caudata Gray, 1874; maniculata Yerbury and Thomas, 1895; kozlovi Satunin, 1905; matschiei Zukowsky, 1914; griseoflava Zukowsky, 1915; longipilis Zukowsky, 1915; macrothrix Zukowsky, 1915; murgabensis Zukowsky, 1915; schnitnikovi Birula, 1915; issikulensis Ognev, 1930; tristrami Pocock, 1944 | Această subspecie are puncte închise la culoare pe blana de culoare deschisă, ocru-cenușie. |         |

## Evoluție
Pisica sălbatică este un membru al familiei Felidae, o familie care a avut un strămoș comun⁠(en)[traduceți] acum în jur de 10–15 milioane de ani. Speciile din Felis s-au despărțit⁠(en)[traduceți] de Felidae acum în jur de 6–7 milioane de ani. Pisica sălbatică europeană s-a despărțit de Felis acum în jur de 1,9 până la 1,4 milioane de ani.
Strămoșul direct al pisicii sălbatice europene a fost Felis lunensis⁠(en)[traduceți], care a trăit în Europa în perioadele Pliocenului târziu și Villafranchianului⁠(en)[traduceți]. Rămășițele fosile indică că tranziția de la lunensis la silvestris a fost finalizată de Interglaciațiunea Holstein acum în jur de 340.000 până la 325.000 de ani.
Diferențele craniologice dintre pisicile sălbatice europene și cele africane indică că pisica sălbatică probabil a migrat în timpul Pleistocenului târziu din Europa în Orientul Mijlociu, dând naștere fenotipului pisicii sălbatice de stepă.
Cercetarea filogenetică a dezvăluit că descendența lybica probabil s-a despărțit de descendența silvestris acum în jur de 173.000 de ani.

## Caracteristici
Pisica sălbatică are urechi ascuțite, care sunt moderate în lungime și late la bază.
Mustățile îi sunt albe, numără 7 până la 16 pe fiecare parte și ating 5–8 cm în lungime pe bot. Mustăți sunt prezente și pe suprafața interioară a labei și măsoară 3–4 cm.
Ochii îi sunt mari, cu pupile verticale și iriși verzi-gălbenii. Genele⁠(en)[traduceți] variază de la 5 până la 6 cm în lungime și pot număra de la câte șase până la opt pe fiecare parte.
Pisica sălbatică europeană are un volum mai mare al craniului decât pisica domestică, un raport cunoscut ca indicele lui Schauenberg⁠(en)[traduceți]. Mai mult, craniul său este de formă mai sferică decât cel al pisicii de stuf (F. chaus) și pisicii leopard (Prionailurus bengalensis). Dentiția⁠(en)[traduceți] sa este relativ mai mică și mai slabă decât cea a pisicii de stuf.
Ambele specii de pisică sălbatică sunt mai mari decât pisica domestică. Pisica sălbatică europeană are picioare relativ mai lungi și o constituție mai robustă în comparație cu pisica domestică. Coada este lungă și de obicei depășește câtva jumătate din lungimea trunchiului animalului. Mărimea speciilor variază în concordanță cu regula lui Bergmann, cele mai mari specimene găsindu-se în zone răcoroase și nordice din Europa și Asia precum Mongolia, Manciuria și Siberia. Masculii măsoară 43–91 cm în lungimea capului plus cea a trunchiului, 23–40 cm în lungimea cozii și în mod normal cântăresc 5–8 kg. Femelele sunt ceva mai mici, măsurând 40–77 cm în lungimea trunchiului și 18–35 cm în lungimea cozii și cântărind 3–5 kg.
Ambele sexe au două țâțe⁠(en)[traduceți] toracice⁠(en)[traduceți] și două abdominale. Ambele sexe au glande pre-anale⁠(en)[traduceți], care constă din glande sudoripare⁠(en)[traduceți] și sebacee de mărime moderată în jurul deschizăturii anale. Glandele sebacee și odorante de mărime mare se extind de-a lungul întregii lungimi a cozii pe partea dorsală. Pisicile sălbatice mascule au buzunare pre-anale pe coadă ce sunt activate la atingerea maturității sexuale⁠(en)[traduceți] și joacă un rol semnificativ în reproducere și marcarea teritorială.

## Răspândire și habitat
Pisica sălbatică europeană populează păduri temperate mixte și de foioase⁠(en)[traduceți] din Europa, Turcia și Caucaz. În Peninsula Iberică se găsește de la nivelul mării până la 2.250 m în Munții Pirinei. Între sfârșitul secolului al XVII-lea și mijlocul secolului al XX-lea, arealul său european a devenit fragmentat din cauză vânării la nivel larg și extincției la nivel regional. Este posibil extinctă în Republica Cehă și este considerată extinctă la nivel regional în Austria, însă hoinarii din Italia se răspândesc în Austria. Nu a populat niciodată Fennoscandia sau Estonia. Sicilia este singura insulă din Marea Mediterană cu o populație nativă de pisici sălbatice.
Pisica sălbatică africană trăiește într-o gamă largă de habitate cu excepția pădurilor tropicale umede, găsindu-se de-a lungul savanelor Africii din Mauritania pe coasta Atlantică către est până în Cornul Africii la altitudini de până la 3.000 m. Populații mici trăiesc în deșerturile Sahara și cel Nubian, regiunea Karoo⁠(en)[traduceți] și deșerturile Kalahari și Namib. Se găsește de-a lungul periferiei Peninsulei Arabice până la Marea Caspică, cuprinzând Mesopotamia, Israel și regiunea Palestina. În Asia Centrală, arealul său cuprinde Xinjiangul și sudul Mongoliei, iar în Asia de Sud cuprinde Deșertul Thar și regiuni aride din India.

## Comportament și ecologie
Ambele specii de pisică sălbatică sunt în mare parte nocturne și solitare⁠(en)[traduceți], exceptând în timpul perioadei reproductive și atunci când femelele au pui. Mărimea domeniilor vitale ale femelelor și masculilor variază în concordanță cu terenul, disponibilitatea hranei, calitatea habitatului și structura de vârstă a populației. Domeniile masculilor și cele ale femelelor se suprapun, însă zonele de miez dinăuntrul teritoriilor sunt evitate de alte pisici. Femelele tind să fie mai sedentare decât masculii, căci au nevoie de o zonă exclusivă de vânătoare atunci când cresc pisoi. Pisicile sălbatice își petrec de obicei ziua într-un copac găunos, o crevasă de stâncă sau în desișuri dese.
S-a raportat de asemenea să se adăpostească în galerii de alte specii precum de vulpe roșie (Vulpes vulpes) și în bârloguri⁠(en)[traduceți] de bursuc european (Meles meles) în Europa, iar în Africa în galerii de fenec (Vulpes zerda).
Atunci când este amenințată, se retrage într-o galerie, mai degrabă decât să se cațăre în copaci. Atunci când își face sălașul într-o scobitură de copac, selectează una apropiată de sol. Vizuinile din stânci sau galerii sunt căptușite cu graminee uscate și pene de păsări. Vizuinile din scobituri de copaci de obicei conțin suficient rumeguș pentru a face căptușirea nenecesară. Dacă vizuina se infestează cu purici, pisica sălbatică schimbă la altă vizuină. Iarna, când ninsoarea împiedică pisica sălbatică europeană să călătorească distanțe lungi, pisica rămâne în vizuina sa până se îmbunătățesc condițiile de călătorie.
Marcarea teritorială constă din împroșcatul cu urină pe copaci, vegetație și stânci, depozitarea fecalelor în locuri care bătătoare la ochi și lăsarea de marcaje de miros prin glande din labele sale. Lasă și marcaje vizuale prin zgârierea copacilor.

### Vânare și pradă
Văzul și auzul sunt simțurile primare ale pisicii sălbatice atunci când aceasta vânează.
Zace în așteptarea prăzii, apoi o prinde executând câteva salturi, care se pot întinde de-a lungul a trei metri. Atunci când vânează lângă cursuri de apă, așteaptă în copaci care atârnă deasupra apei. Ucide prăzi mici apucându-le în gheare și străpungând gâtul or occipitalul cu colții. Atunci când atacă prăzi mari, saltă pe spatele animalului și încearcă să muște gâtul sau carotida. Nu persistă cu atacul dacă prada izbutește să scape.
Pisica sălbatică europeană vânează în principal mamifere mici precum iepurele de vizuină (Oryctolagus cuniculus) și rozătoare.
Vânează și pârși, iepuri propriu-ziși, nutrie (Myocastor coypus) și păsări, în special rațe și alte anzeriforme, galiforme, porumbei și paseriforme. Poate consuma fragmente mari de os. Deși ucide insectivore⁠(en)[traduceți] precum cârtițe⁠(en)[traduceți] și chițcani, rareori le mănâncă. Atunci când trăiește în apropiere de așezări umane, vânează păsări de curte. În sălbăticie, consumă zilnic până la 600 g de hrană.
Pisica sălbatică africană vânează predominant muride, într-o măsură mai mică și păsări, reptile mici și nevertebrate.

### Reproducere și dezvoltare

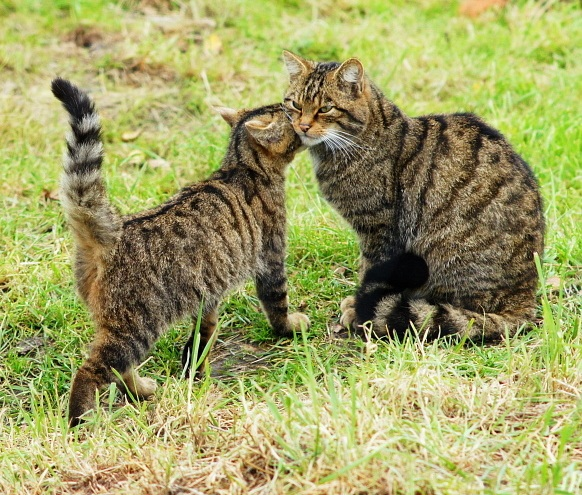
Pisică sălbatică scoțiană cu pisoi, en, Surrey

Pisica sălbatică are două perioade de estru, unda în decembrie–februarie și alta în mai–iulie. Estrul durează 5–9 zile, cu o perioadă de gestație⁠(en)[traduceți] ce durează 60–68 de zile. Ovulația⁠(en)[traduceți] este indusă prin copulație⁠(en)[traduceți]. Spermatogeneza are loc pe tot parcursul anului. În timpul sezonului de împerechere⁠(en)[traduceți], masculii luptă cu cruzime și se poate să se strângă în jurul unei singure femele. Există semnalări despre pisici sălbatice mascule și femele devenind temporar monogame. Pisoii sunt de obicei născuți între aprilie și mai, și până în august. Mărimea rândului de pui variază de la 1 până la 7 pisoi.
Pisoii sunt născuți cu ochii închiși și sunt acoperiți cu o blană pufoasă. Cântăresc 65–163 g la naștere, iar pisoii sub 90 g de obicei nu supraviețuiesc. Sunt născuți cu pernițe roz, care se înnegresc la vârsta de trei luni, și ochi albaștri, care se fac chihlimbarii după cinci luni. Ochii li se deschid după 9–12 zile, iar incisivii le ies după 14–30 de zile. Dinții de lapte⁠(en)[traduceți] ai pisoilor sunt înlocuiți de dentiția lor permanentă⁠(en)[traduceți] la vârsta de 160–240 de zile. Pisoii încep să vâneze cu mama lor la vârsta de 60 de zile și încep să se deplaseze independent după 140–150 de zile. Lactația⁠(en)[traduceți] durează 3–4 luni, însă pisoii mănâncă carne cel devreme la vârsta de 1,5 luni. Maturitatea sexuală⁠(en)[traduceți] este atinsă la vârsta de 300 de zile. Asemănător ca la pisica domestică, dezvoltarea fizică a pisoilor de pisică sălbatică africană pe parcursul celor două săptămâni de viață este mult mai rapidă decât cea a pisicilor sălbatice europene. Pisoii sunt în mare parte crescuți pe deplin până la vârsta de 10 luni, însă creșterea scheletică continuă vreme de peste 18–19 luni. Familia se dizolvă după vreo cinci luni, iar pisoii se împrăștie pentru a își stabili propriile lor teritorii. Speranța lor maximă de viață⁠(en)[traduceți] este de 21 de ani, însă de obicei trăiesc până la 13–14 ani.
Perioada generației⁠(en)[traduceți] pisicii sălbatice este de în jur de opt ani.

### Prădători și concurenți
Datorită obiceiului lor de a trăi în zone cu stânci și copaci înalți pentru refugiu, desișuri dese și galerii abandonate, pisicile sălbatice au puțini prădători naturali. În Europa Centrală, mulți pisoi sunt uciși de jderi de copac (Martes martes) și există cel puțin o relatare despre o pisică sălbatică adultă ucisă și mâncată. Printre concurenți se numără șacalul auriu (Canis aureus), vulpea roșie, jderul și alți prădători. În regiunile de stepă din Europa și Asia, câinii de sat reprezintă niște inamici serioși ai pisicilor sălbatice, alături de mult mai marele râs eurasiatic, unul dintre rarii prădători în mod obișnuit ai pisicilor sălbatice adulte. În Tadjikistan, lupul cenușiu (Canis lupus) este cel mai serios concurent, fiind observat distrugând galerii de pisică. Au fost semnalate păsări răpitoare, printre care se numără buha mare (Bubo bubo) și șoimul dunărean (Falco cherrug), ucigând pisoi de pisică sălbatică. Despre acvilele de munte (Aquila chrysaetos) se știe să vâneze deopotrivă adulți și pisoi. Seton Gordon⁠(en)[traduceți] a consemnat un caz în care o pisică sălbatică s-a luptat cu o acvilă de munte, ceea ce a rezultat în moartea ambilor combatanți.
În Africa, pisicile sălbatice sunt ocazional ucise și mâncate de șerpi cu hieroglife⁠(en)[traduceți] (Python sebae) și acvile marțiale (Polemaetus bellicosus).

## Amenințări

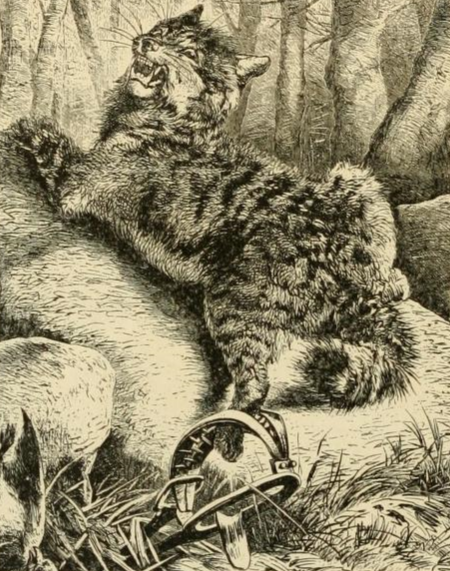
Pisică sălbatică europeană prinsă într-o capcană cu fălci, așa cum este ilustrat în en

Populațiile de pisici sălbatice sunt predominant amenințate de hibridarea cu pisica domestică. Mortalitatea din cauza accidentelor rutiere este o amenințare mai ales în Europa. Populația de pisici sălbatice din Scoția a scăzut de la începutul secolului al XX-lea din cauza pierderii de habitat și persecuției din partea proprietarilor de pământ.
În fosta Uniune Sovietică, pisicile sălbatice erau prinse accidental în capcane amplasate pentru jderi de copac. În vremurile moderne, sunt prinse în capcane fără momeală de pe cărări sau de la trasee abandonate pentru vulpi roșii, bursuci europeni, iepuri de câmp sau fazani. O metodă de a prinde pisici sălbatice constă în utilizarea unei capcane modificate pentru bizami cu un arc plasat într-o groapă disimulată. O dâră de miros de viscere de fazan conduce pisica în groapă. Pieile de pisici sălbatice erau de mică valoare comercială și uneori erau convertite în imitații de piele de focă; blana de obicei aducea între 50 și 60 de copeici.
Pieile de pisici sălbatice erau folosite aproape exclusiv pentru confecționarea de eșarfe, manșoane⁠(en)[traduceți] și paltoane ieftine de dame.

## Conservare
Speciile de pisici sălbatice sunt protejate în cele mai multe dintre țările arealului și sunt listate în Anexa II a CITES. Pisica sălbatică europeană este listată și în Anexa II a Convenției de la Berna privind conservarea vieții sălbatice și a habitatelor naturale din Europa⁠(en)[traduceți] și în Directiva Specii și Habitate⁠(en)[traduceți] a Uniunii Europene.
Au fost dezvoltate planuri de acțiune de conservare în Germania și Scoția.

## În cultură

### Domesticire
Un schelet de pisică sălbatică africană dezgropat⁠(en)[traduceți] dintr-un mormânt neolitic vechi de 9.500 de ani din Cipru este cel mai timpuriu indiciu cunoscut pentru o relație strânsă dintre un om și o pisică posibil îmblânzită. Din moment ce nicio specie de pisică nu este nativă din Cipru, această descoperire indică că se poate ca fermierii neolitici să fi adus pisici în Cipru din Orientul Apropiat. Rezultatele cercetării genetice și morfologice au coroborat faptul că pisica sălbatică africană este strămoșul pisicii domestice. Primii indivizi au fost domesticiți probabil în Cornul abundenței în jurul vremii introducerii agriculturii. Picturile murale și statuetele care reprezintă pisici, precum și pisicile mumificate⁠(en)[traduceți] indică că pisica era ținută de către egiptenii antici încă cel puțin din vremea celei de a Douăsprezecea Dinastii Egiptene.

### În mitologie
Despre fabulele celtice despre pisica sìth⁠(en)[traduceți], o creatură zână descrisă ca asemănându-se cu o mare pisică neagră cu piept alb, se presupune că au fost inspirate de pisica kellas⁠(en)[traduceți], ea însăși presupusă a fi o încrucișare aflată în libertate dintre o pisică sălbatică europeană și o pisică domestică. În 1693, William Salmon⁠(en)[traduceți] a menționat cum erau folosite părțile corpului pisicii sălbatice în scopuri medicinale; carnea sa pentru tratarea gutei, grăsimea pentru dizolvarea tumorilor și ușurarea durerii, sângele pentru vindecarea „bolii căderii” și excrementul pentru tratarea chelirii.

### În heraldică

Cimierul en

Picții venerau pisicile sălbatice, numindu-se Caithness⁠(en)[traduceți] (Ținutul Pisicilor) probabil după ele. Potrivit mitul originii⁠(en)[traduceți] al tribului Catti, strămoșii lor au fost atacații de pisici sălbatice la acostarea în Scoția. Ferocitatea lor i-a impresionat pe membrii tribului Catti atât de mul, încât pisica sălbatică a devenit simbolul lor. Strămoșii Clanului Sutherland⁠(en)[traduceți] folosesc pisica sălbatică drept simbol pe cimierul familiei lor. Șeful clanului poartă titlul de Morair Chat (Marele Om al Pisicilor).
Pisica sălbatică este considerată un simbol cultural⁠(en)[traduceți] al sălbăticiei scoțiene și este folosită în heraldica clanurilor încă din secolul al XIII-lea. Asociația Clanului Chattan⁠(en)[traduceți] (cunoscută și ca Clanul Pisicilor) cuprinde 12 clanuri, dintre care majoritatea afișează pisica sălbatică pe ecusoanele lor.

### În literatură
Shakespeare a făcut referire la pisica sălbatică de trei ori:

Nu-i fără politețe băiatul ăsta nebun:
Dar e mâncău prea mare, curat broască țestoasă
Pentru profit. Și doarme mai mult ca o pisică
Sălbatică, el ziua
— Neguțătorul din Veneția Actul 2 Scena 5 rândurile 47–49

Un alt bărbat ca mine.
Sunt născut Să te-mblânzesc, iubită Kate.
Să fac Din Kate afurisita,1 — o Kate cuminte
Și blândă, cum sunt toate celelalte
Nenumărate Kate la casa lor.
1. În original, wild cat („pisică sălbatică”).
— Îmblânzirea scorpiei Actul 2 Scena 1 rândurile 265–268

De trei ori a miorlăit pisica bălțată.
— Macbeth Actul 4 Scena 1 rândul 1